# 佩特爾 (密西西比州)
佩特爾（英語：Petal）是位於美國密西西比州福雷斯特縣的城市。

## 人口
根據2020年美國人口普查的數據，佩特爾的面積為44.41平方千米，當中陸地面積為43.44平方千米，而水域面積為0.97平方千米。當地共有人口11010人，而人口密度為每平方千米248人。